# Pettalidae
Pettalidae – rodzina pajęczaków z rzędu kosarzy i podrzędu Cyphophthalmi zawierająca 80 opisanych gatunków zgrupowanych w 11 rodzajach.

## Morfologia
Przedstawiciele tej rodziny posiadają zazwyczaj owalnego kształtu ciało długości od 2 do 5 mm. Rodzaj Parapurciella jest bezoki, pozostałe zaś posiadają oczy, są one jednak niewidoczne pod skaningowym mikroskopem elektronowym z powodu umiejscowienia w podstawie ozoforu i częstego braku soczewki.

## Występowanie
Kosarze te są rozprzestrzenione po całym terenie dawnej Gondwany. Występują w Chile, Południowej Afryce, na Sri Lance i Madagaskarze, w zachodniej i wschodniej Australii, a najliczniej na Nowej Zelandii.

## Taksonomia i ewolucja
Pattalidae są rodziną monofiletyczną, jednak ich pokrewieństwo z innymi grupami w 2007 roku było nadal niejasne. Ich ojczyzną jest prawdopodobnie południowa część Gondwany. Badania molekularne sugerują pokrewieństwo z Stylocellidae lub Sironidae, szczególnie z rodzajem Suzukielus.
Nazwa rodzajowa Pettalus pochodzi z mitologii greckiej, z Metamorfoz Owidiusza.
Do rodziny tej zalicza się 80 opisanych gatunków zgrupowanych w 11 rodzajach:
- Rodzaj: Aoraki Boyer & Giribet, 2007
  - Aoraki calcarobtusa (Forster, 1952)
  - Aoraki crypta (Forster, 1948)
  - Aoraki denticulata (Forster, 1948)
    - Aoraki denticulata denticulata (Forster, 1948)
    - Aoraki denticulata major (Forster, 1952)

  - Aoraki granulosa (Forster, 1952)
  - Aoraki healyi (Forster, 1948)
  - Aoraki inerma (Forster, 1948)
  - Aoraki longitarsa (Forster, 1952)
  - Aoraki stephenensis (Forster, 1952)
  - Aoraki tumidata (Forster, 1948)
  - Aoraki westlandica (Forster, 1952)

- Rodzaj: Archaeopurcellia Giribet, Shaw, Lord & Derkarabetian, 2022
  - Austropurcellia eureka Giribet, Shaw, Lord & Derkarabetian, 2022

- Rodzaj: Austropurcellia Juberthie, 1988
  - Austropurcellia absens Boyer & Popkin-Hall, 2015
  - Austropurcellia acuta Boyer & Popkin-Hall, 2014
  - Austropurcellia alata Boyer & Reuter, 2012
  - Austropurcellia arcticosa (Cantrell, 1980)
  - Austropurcellia barbata Boyer & Popkin-Hall, 2014
  - Austropurcellia cadens Boyer & Popkin-Hall, 2015
  - Austropurcellia capricornia (Davies, 1977)
  - Austropurcellia clousei Boyer & Popkin-Hall, 2015
  - Austropurcellia culminis Boyer &  Reuter, 2012
  - Austropurcellia daviesae (Juberthie, 1989)
  - Austropurcellia despectata Boyer & Reuter, 2012
  - Austropurcellia finniganensis Popkin-Hall, Jay & Boyer, 2016
  - Austropurcellia forsteri (Juberthie, 2000)
  - Austropurcellia fragosa Popkin-Hall, Jay & Boyer, 2016
  - Austropurcellia giribeti Boyer & Quay, 2015
  - Austropurcellia megatanka Jay, Cobblens & Boyer, 2016
  - Austropurcellia monteithi Jay, Cobblens & Boyer, 2016
  - Austropurcellia nuda Popkin-Hall, Jay & Boyer, 2016
  - Austropurcellia riedeli Jay, Oberski & Boyer, 2016
  - Austropurcellia scoparia Juberthie, 1988
  - Austropurcellia sharmai Boyer & Quay, 2015
  - Austropurcellia superbensis Popkin-Hall & Boyer, 2014
  - Austropurcellia tholei Baker & Boyer, 2015
  - Austropurcellia vicina Boyer & Reuter, 2012
  - Austropurcellia woodwardi (Forster, 1955)

- Rodzaj: Chileogovea Roewer, 1961
  - Chileogovea jocasta Shear, 1993
  - Chileogovea oedipus Roewer, 1961

- Rodzaj: Karripurcellia Giribet, 2003
  - Karripurcellia peckorum Giribet, 2003
  - Karripurcellia sierwaldae Giribet, 2003

- Rodzaj: Manangotria Shear & Gruber, 1996
  - Manangotria taolanaro Shear & Gruber, 1996

- Rodzaj: Neopurcellia Forster, 1948
  - Neopurcellia salmoni Forster, 1948

- Rodzaj: Parapurcellia Rosas Costa, 1950
  - Parapurcellia amatola de Bivrot & Giribet, 2010
  - Parapurcellia convexa de Bivrot & Giribet, 2010
  - Parapurcellia fissa (Lawrence, 1939)
  - Parapurcellia minuta de Bivrot & Giribet, 2010
  - Parapurcellia monticola (Lawrence, 1939)
  - Parapurcellia natalia de Bivrot & Giribet, 2010
  - Parapurcellia peregrinator (Lawrence, 1963)
  - Parapurcellia rumpiana (Lawrence, 1933)
  - Parapurcellia silvicola (Lawrence, 1939)
  - Parapurcellia staregai de Bivrot & Giribet, 2010
  - Parapurcellia transvaalica (Lawrence, 1963)

- Rodzaj: Pettalus Thorell, 1876
  - Pettalus brevicauda Pocock, 1897
  - Pettalus cimiciformis (O. P-Cambridge, 1875)
  - Pettalus lampetides Sharma & Giribet, 2006
  - Pettalus thwaitesi Sharma, Karunarathna & Giribet, 2009

- Rodzaj: Purcellia Hansen & Sørensen, 1904
  - Purcellia argasiformis (Lawrence, 1931)
  - Purcellia griswoldi de Bivrot & Giribet, 2010
  - Purcellia illustrans Hansen & Sørensen, 1904
  - Purcellia lawrencei de Bivrot & Giribet, 2010
  - Purcellia leleupi Staręga, 2008

- Rodzaj: Rakaia Hirst, 1926
  - Rakaia antipodiana Hirst, 1926
  - Rakaia australis Forster, 1952
  - Rakaia collaris Roewer, 1942
  - Rakaia digitata Forster, 1952
  - Rakaia dorothea (Phillipps & Grimmett, 1932)
  - Rakaia florensis (Forster, 1948)
  - Rakaia insula Forster, 1952
  - Rakaia isolata Forster, 1952
  - Rakaia lindsayi Forster, 1952
  - Rakaia macra Boyer & Giribet, 2003
  - Rakaia magna Forster, 1948
  - Rakaia media Forster, 1948
  - Rakaia minutissima (Forster, 1948)
  - Rakaia pauli Forster, 1952
  - Rakaia solitaria Forster, 1948
  - Rakaia sorenseni Forster, 1952
  - Rakaia stewartiensis Forster, 1948
  - Rakaia uniloca Forster, 1952